# Conlloga Muixeranga de Castelló
La Conlloga Muixeranga de Castelló (la Conlloga) és una associació cultural creada el desembre de 2013 a Castelló de la Plana, amb la finalitat bàsica de recuperar i promoure la muixeranga, el ball dels valencians i les torres humanes en general; juntament amb altres objectius com la difusió de la cultura valenciana, la promoció de la normalització del valencià i el reconeixement de la igualtat efectiva d'homes i dones.
Actualment la Conlloga Muixeranga de Castelló està formada per més de 200 persones de diferents edats.
El repertori de figures de la Conlloga Muixeranga de Castelló és ample i fidel al repertori clàssic d'Algemesí, amb figures de tres, quatre i cinc altures. Entre aquestes últimes la Conlloga té assolides l'Alta Clàssica, l'Alta de Cinc, la Morera, la Tomasina i la Trobada. A més a més, la Conlloga ha creat figures de tres altures com les Agulles i ha recuperat el Pilotó, figura de quatre altures pròpia de les comarques de Castelló que havia deixat de fer-se el 1912 a Nules (la Plana Baixa).
La inclusió en el nom de l'organització del mot «conlloga», un terme autòcton del nord del País Valencià que fa referència a un grup de gent amb interessos comuns i solidaris i que ja havia caigut quasi en desús, ha arribat a fer-se tan popular entre els seus membres que ha arribat a esdevindre el seu àlies preferit, en substitució del més habitual «muixeranga».
La Conlloga forma part des de la seua fundació de la Federació Coordinadora de Muixerangues i del Consell Municipal de Cultura de Castelló de la Plana.

## Orígens i història de la Conlloga
La Conlloga començà a gestar-se a finals de 2013, a partir d'una crida feta a través de les xarxes socials, quan un grup de persones interessades en la cultura popular es van reunir al Casal Jaume I de Castelló, en la que es pot anomenar segona convocatòria —uns quants anys abans el Casal Jove ja havia escomès l'intent de constituir una colla castellera o muixeranguera, però el projecte no havia reeixit.
L'assemblea constitutiva de la Conlloga en què es van establir les bases de la formació va tindre lloc l'1 de febrer de 2014. Per aquella època, entre l'executiva, l'àrea tècnica i les diferents comissions s'hi va arribar a involucrar 29 persones. En la mateixa assemblea es va aprovar la indumentària pròpia de la Conlloga que aleshores constaria de brusa valenciana de vions, faixa roja i pantalons blancs. Més tard, la brusa de vions va ser substituïda per l'actual camisa de color groc or fosc, més pràctica i funcional.
Els primers assajos de la Conlloga van començar al CEIP Tombatossals de la ciutat de Castelló de la Plana amb l'ajuda i cooperació d'altres colles muixerangueres, com la Muixeranga del Camp de Túria que va col·laborar en el primer assaig a finals de novembre de 2013.
La Conlloga es va donar a conéixer el 21 de desembre de 2013 amb motiu de la Fira d'Entitats organitzada per la plataforma Castelló per la Llengua, en commemoració del 83è aniversari de les Normes de Castelló del 1932. L'activitat de la Conlloga en l'esmentada fira consistia bàsicament a presentar-se al públic de la capital de la Plana a través d'un taller de muixerangues, la mostra d'objectes i d'informació i l'exhibició d'un parell de figures, al bell mig de la plaça de Santa Clara. Aquesta fira seria clau per a la Conlloga, atès que va resultar un punt d'inflexió en l'augment del nombre de persones participants en els assajos de la Conlloga, que a partir d'aleshores, assoliria la cinquantena.
Durant les festes de la Magdalena de 2014 la Conlloga va realitzar un taller i una xicoteta exhibició, i es va presentar públicament en una acte en la llibreria Babel. La primera figura de quatre pisos va ser un pinet doble fet a un assaig fet el 25 d'abril de 2014 a l'alqueria de Queral, al bell mig de la Marjaleria de Castelló de la Plana. No obstant això, les primers figures de quatre pisos en una actuació pública es van fer en l'homenatge a Vicent Pau Serra el 8 de maig de 2014, i van ser un pinet doble i una Fadrí.
A partir d'aquest moment actua en diverses ocasions tant a Castelló de la Plana com en altres localitats, com Vinaròs, Vila-real, Vistabella, València, Sueca, etc... Cal destacar la participació a la I Diada de Muixerangues d'Alacant celebrada en juny de 2015, perquè va representar un moment d'inflexió per a la Conlloga i de gran importància per al món muixeranguer. Ha repetit la seua presència en la segona i la quarta edició.
El 15 de març de 2015 va organitzar la I Diada de Muixerangues de Castelló, un precedent de la Trobada de Muixerangues de Castelló. En aquella ocasió va actuar sola a la plaça de la Peixateria i va fer una entrada, una Sénia en 8, una Marieta, una Torreta sense desplegar i un Altar, i va quedar en intent desmuntat un Fadrí.
En l'acte organitzat per l'Ajuntament de Castelló de la Plana per commemorar el 9 d'Octubre de 2015, la Conlloga va participar i va fer una Torreta mentre la Banda Municipal interpretava la peça “Muixerangues al cel”. Va ser un acte molt emotiu i que va agradar molt al públic assistent. En anys posteriors va fer dues torretes simultànies (2017), una Morera (2018) i una Sénia (2019).
A partir de 2016, coincidint amb l'organització de la I Trobada de Muixerangues de Castelló, la Conlloga assoleix un període d'esplendor i puixança en tots els sentits (en nombre de socis i en figures). Aquest mateix any s'aconsegueix alçar en diverses ocasions la seua figura més alta: l'Alta Clàssica de 5., primer a la I Trobada de Muixerangues de Castelló i després a l'Homenatge a València en commemoració de la Diada del 25 d'abril de 2016.
El 2016 a més a més, la Conlloga va recuperar el Pilotó, una figura muixeranguera de quatre pisos amb forma piramidal i arrodonida que es va fer per última vegada a Nules en 1012. L'estrena oficial va tindre lloc el 9 d'octubre de 2016 a Moncofa.
Un altre moment clau en la història de la Conlloga Muixeranga de Castelló va ser la seua participació en la XVIII Trobada de Muixerangues d'Algemesí el 10 de juny de 2017, convidada per la Nova Muixeranga d'Algemesí. En aquella trobada va fer la seua millor actuació fins eixe moment, amb tres figures de cinc alçades: Morera, Alta de Cinc (amb l'alçadora sense desplegar-se) i l'anomenada Alta Clàssica. Va finalitzar amb dos Pinets dobles simultanis. També van actuar la Muixeranga d'Algemesí i la Colla Jove Xiquets de Tarragona.
La Conlloga també ha actuat fora del País Valencià. Cal destacar l'actuació a la prèvia de Sant Jordi el 27 d'abril de 2019, organitzada per la colla castellera Bordegassos de Vilanova, una colla amb qui manté una relació especial. Entre d'altres figures va alçar una Tomasina.
L'any 2018 la Conlloga va celebrar el seu cinquè aniversari amb exposicions, conferències, xarrades i un acte central de commemoració al Teatre del Raval. Durant aquests cinc anys la Conlloga Muixeranga de Castelló s'ha consolidat com a colla muixeranguera i es capaç de realitzar de forma habitual figures de cinc en el seu repertori a plaça: Alta Clàssica de 5, Tomasina, Trobada i Morera. En l'última Trobada de Muixerangues de Castelló (2019) la Conlloga va ser capaç d'alçar dues moreres simultànies.
El 9 de març de 2024, durant la IX Trobada de Muixerangues de Castelló, la Conlloga va assolir l'Alta de Sis, la primera vegada que una muixeranga de fora d'Algemesí forma una figura de sis altures.

## Indumentària
El primer uniforme de la Conlloga constava d'una brusa valenciana de vions de ratlles verdes, grogues, roges i blanques, faixa roja i pantalons blancs i va ser estrenat el dia 23 de març de 2014, en l'homenatge a Vicent Pau Serra. Amb posterioritat es va modificar la indumentària i l'uniforme actual de la Conlloga consta d'una camisa de color groc or fosc, faixa roja i pantalons blancs. La camisa de color groc terrós es va estrenar el 25 de juliol de 2015 a Cinctorres en l'actuació de l'Aplec dels Ports.
La camisa és de mànega llarga amb coll (que se sol mossegar per no quedar doblegat sota els peus del muixeranguer o muixeranguera de dalt), de color groc (#FFB90F), amb l'escut de la Conlloga cosit al pit sobre la butxaca i presenta dos detalls particulars: una etiqueta a la part del darrere del coll i un dels botonets i amb les quatre barres roges i fons groc d'or. El pantaló ha de ser resistent i de cintura estreta i alta, per evitar que esbare, i de color blanc. La faixa, de color roig, serveix per protegir la zona lumbar i per facilitar les càrregues i descàrregues dels muixeranguers i muixerangueres que pugen i baixen, del tipus de faixes cinctorranes. També se sol usar un mocador gran, triangular, de quadres blaus i blancs i amb l'escut brodat. Se sol dur lligat al cap, a l'estil del barret almassorí, per evitar estirades de cabell; als canells; a la cuixa de la cama per donar suport a les pujades; o a la cintura, per assegurar la faixa. Els xiquets i les xiquetes que pugen a partir de 4 alçades, per seguretat, porten un casc negre.

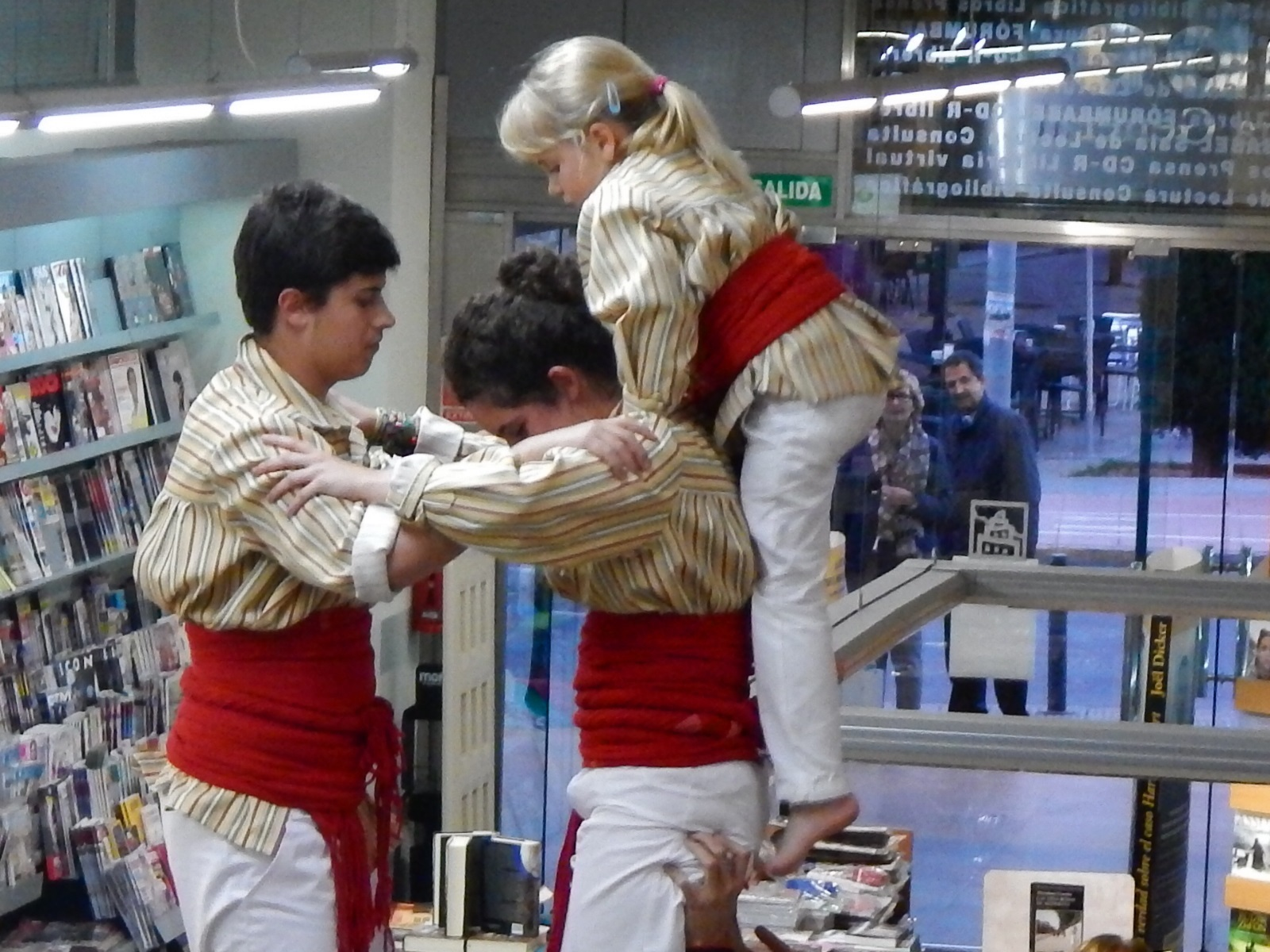
Primer uniforme de la Conlloga: brusa valenciana de vions de ratlles verdes, grogues, roges i blanques; faixa roja; i pantalons blancs (estrenat el dia 23 de març de 2014)
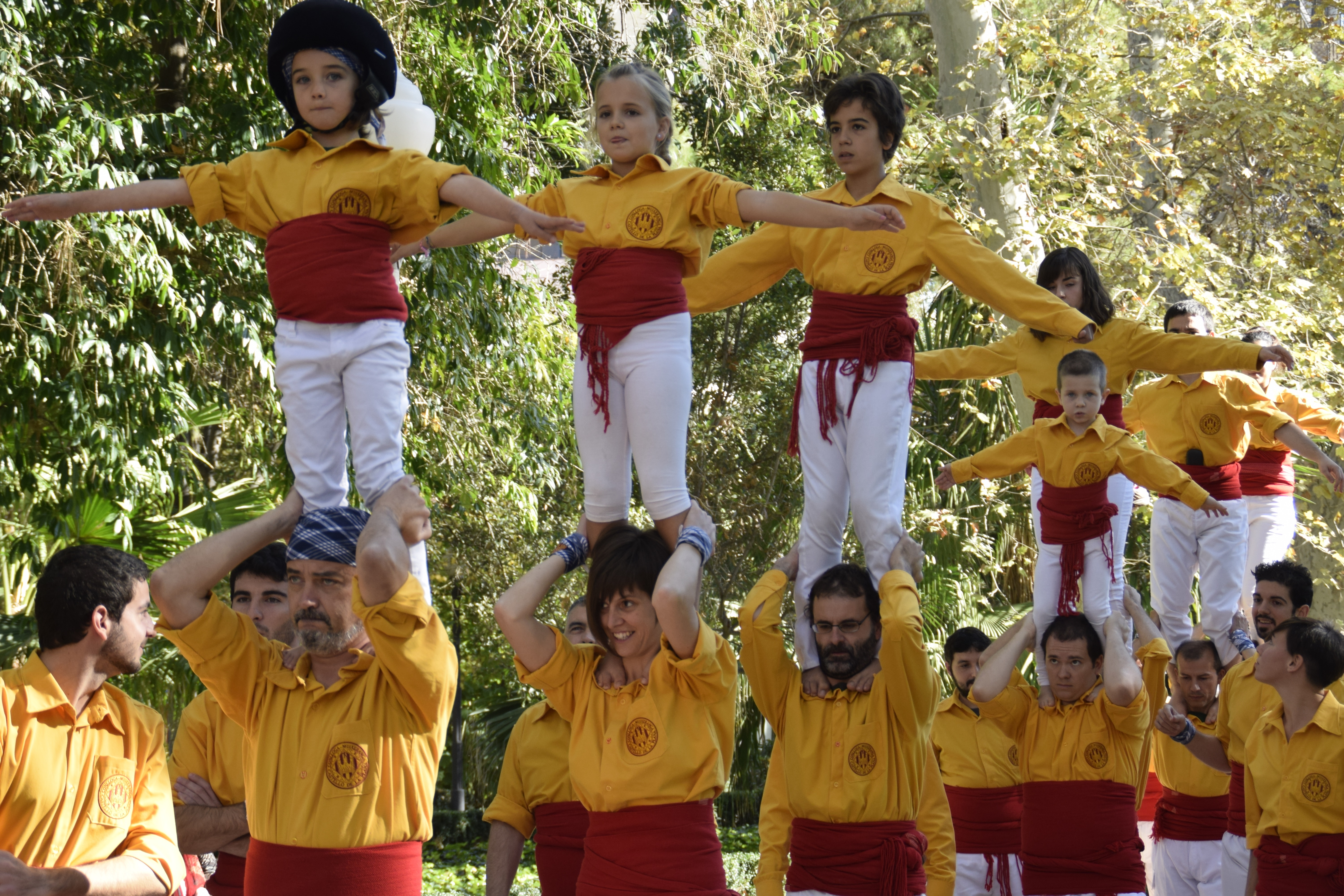
Uniforme actual de la Conlloga: camisa de color groc or fosc; faixa roja i pantalons blancs.

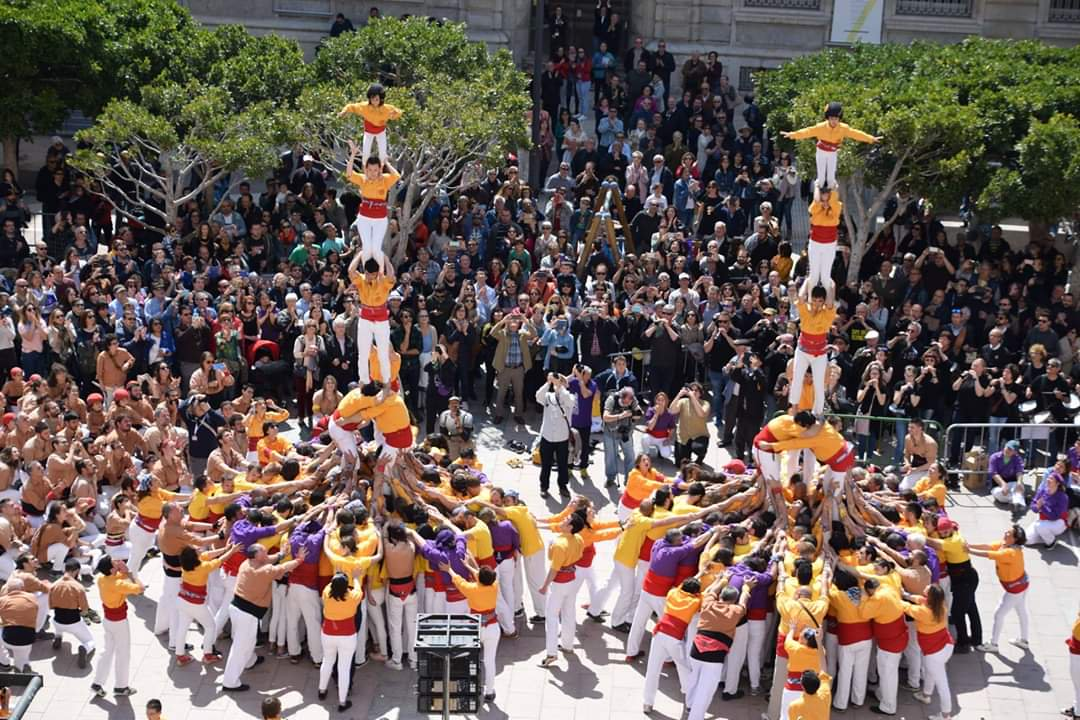
Dues moreres simultànies durant la Trobada de Muixerangues de Castelló de 2019

## Trobada de Muixerangues de Castelló
Des de l'any 2016 la Conlloga organitza la Trobada de Muixerangues de Castelló el segon dissabte de les festes de la Magdalena. Després de quatre edicions, aquesta és una de les tres trobades importants del País Valencià, junt a la Trobada de Muixerangues d'Algemesí i la Trobada de Muixerangues d'Alacant. En aquesta trobada és costum convidar a una colla muixeranguera i a una colla castellera, com a demostració dels vincles amb el món casteller i de que muixerangues i castells tenen un origen comú.
En 2020 havia d'arribar la cinquena edició de la Trobada, una edició especial, amb la participació prevista de la Muixeranga de Barcelona i els Nens del Vendrell, però la pandèmia de la Covid19 ho va impedir. Pel mateix motiu tampoc es va poder realitzar la Trobada de l'any 2021. En els dos casos la Conlloga va organitzar unes trobades diferents, a distància i per videoconferència.

## La Conlloga a l'Aplec dels Ports i a l'Aplec del Penyagolosa
La Conlloga Muixeranga de Castelló té un compromís i responsabilitat amb les reivindicacions socials, culturals i de defensa del territori de les nostres comarques. És per això que des de l'Aplec de Sorita (2014) la Conlloga ha participat i col·laborat en totes les edicions que s'han realitzat de l'Aplec dels Ports: Sorita (2014), Cintorres (2015), Villores (2016), La Mata (2017), Vilafranca (2018) i Herbers (2019), Forcall (2021), Portell (2022), Morella (2023) i Sorita i Palanques (2024). I també ha participat i col·laborat amb l'Aplec del Penyagolosa, en les dues edicions que s'han realitzat: Atzeneta del Maestrat (2018) i Xodos (2019).

## Compromís per la llengua i la cultura
Un dels objectius estatutaris de la Conlloga, fruit de l'acord unànime de tots els seus membres, és la defensa de la nostra llengua i cultura. Així, des del seu inici la Conlloga Muixeranga de Castelló ha participat en els actes que la plataforma Castelló per la Llengua organitza en la plaça Major per commemorar les Normes de Castelló, en el Correllengua i en totes les edicions de les Trobades d'Escoles en Valencià de la Plana Alta organitzades per Escola Valenciana i els Col·lectius per la Llengua i la Cultura de Castelló.
Sempre que ha sigut possible, sobretot en la commemoració de les Normes, ha convidat altres colles, com ara la Muixeranga de Sueca, la Muixeranga de Xàtiva, i la Muixeranga de Cullera. En les darreres edicions també ha participat la Muixeranga de la Plana.

## L'assaig, on tot comença
La Conlloga realitza els seus assajos setmanals al Cau Muixeranguer de Castelló de l'Avinguda de l'Alcora, 24, inaugurat al març de 2017. Allí es troben els seus membres cada dimecres a les 19:30 h a l'assaig voluntari de tècnica muixeranguera, i cada divendres a les 19 h a la assaig de la xicalla i a les 19:30 h a l'assaig general. Els assajos de la Conlloga són oberts a qualsevol persona que estigue interessada en conèixer l'activitat i el món muixeranguer.
Els primers assajos de la Conlloga van començar al CEIP Tombatossals de la ciutat de Castelló de la Plana amb l'ajuda i cooperació d'altres colles muixerangueres, com la Muixeranga del Camp de Túria i la Nova Muixeranga d'Algemesí que va col·laborar en el primer assaig a finals de novembre de 2013. Posteriorment els assajos es van traslladar al CEIP Isabel Ferrer i després al CEIP Jaume I de Castelló de la Plana. En estiu els assajos es traslladen a la platja del Gurugú i a la fresca en places i carrers.
La Conlloga Muixeranga de Castelló té una de les mitjanes d'assistència als assajos més altes de totes les colles muixerangueres, amb 79 adults i 26 xiquets i valors màxims de 104 adults i 45 xiquets.

## Testimonis de muixerangues a Castelló i a les comarques del nord del País Valencià
A les comarques del nord del País Valencià ha existit i persisteix la tradició de fer muixerangues o torres humanes en determinades festivitats, quasi sempre per retre honor a les marededéus. Les podem trobar al Forcall, amb el ball de les varetes que es balla a finals d'agost o principis de setembre en la festa major, i durant la santantonada al mes de gener; els Dansants de Peníscola alcen torres durant la processó de la Mare de Déu de l'Ermitana cada 8 de setembre (el mateix dia que es munta la muixeranga d'Algemesí en honor de la Mare de Déu de la Salut). A la comarca de la Plana hi ha documentades, a més de les festes descrites pel cronista Balbás, les torres que es formaven a Nules a l'eixida de la processó de la Mare de Déu de la Soledat, l'última de les quals de què tenim constància va ser muntada l'any 1912 pels Alcides. També es realitzaren muixerangues a la Vall d'Uixó i a Moncofa.
Juan Antonio Balbás, que va ser arxiver i cronista de la ciutat Castelló, parla de les festes que es van fer a Castelló l'any 1788 amb motiu de la proclamació del rei Carles IV:
«dejáronse ver por la villa, para diversión de las gentes, danzas de muchachos, practicando diferentes pruebas y haciendo algunas mojigangas».
I més avant hi afig: «ocupaban su centro una danza de malteses y otra de moriscos que practicaban sus escaramuzas y hacían mojigangas».
En algunes poblacions del Principat algunes colles castelleres també utilitzen el terme moixiganga. A Castelló també hi ha constància de haver-se representat l'anomenat ball de Torrent (que es rematava amb la moixiganga) l'any 1866, entre altres esdeveniments importants, en les jornades festives organitzades per al 5è Centenari de la Troballa de la Mare de Déu del Lledó.
«A las doce recorrerán las calles de la carrera las danzas que tomarán parte en el baile de Torrent que tendrá lugar en la plaza de la Constitucion á las tres de la tarde».

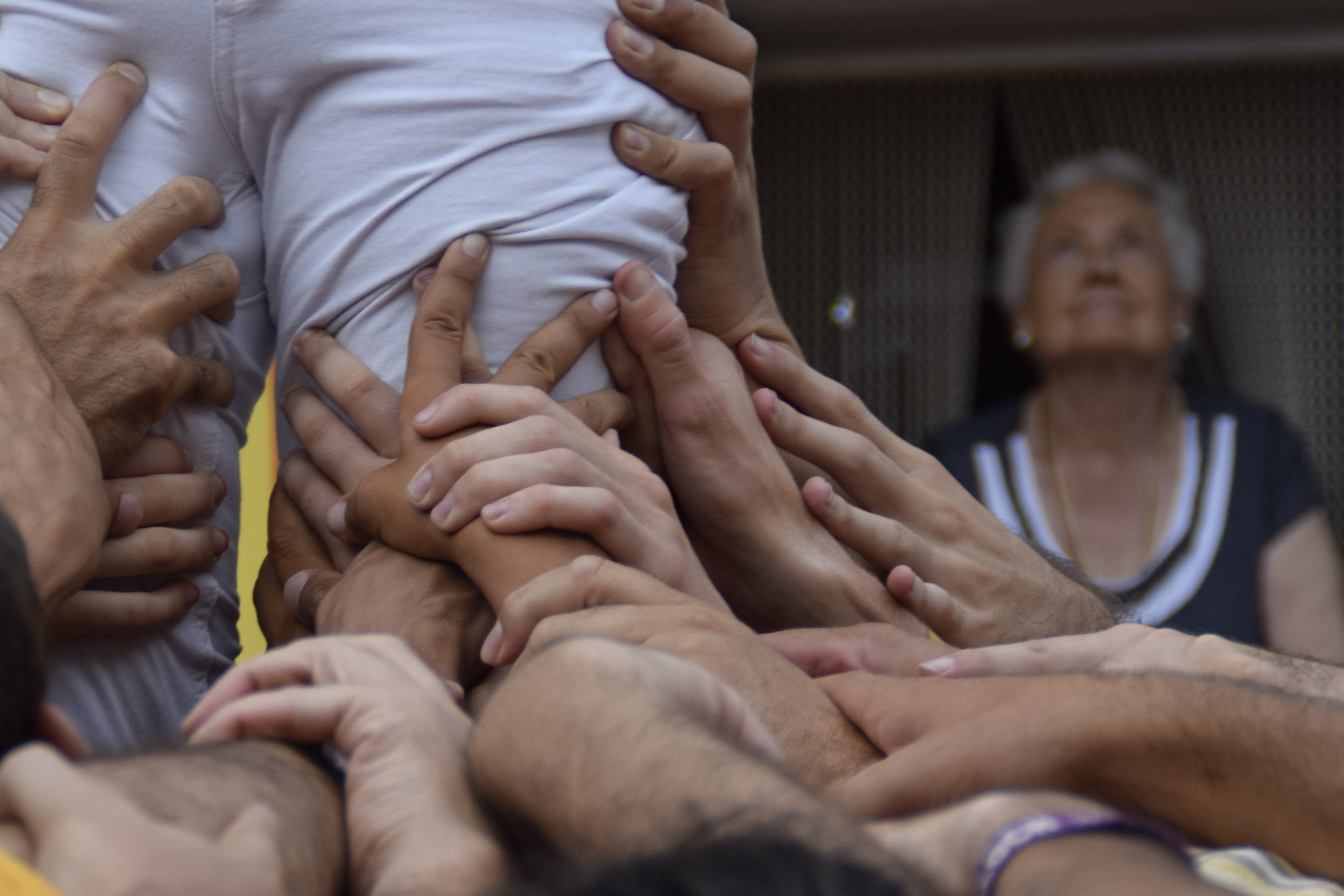
La Conlloga a l'Aplec dels Ports. Cinctorres, 25 de juliol de 2015